# Уорднър
Уорднър (на английски: Wardner) е град в окръг Шошони, щата Айдахо, САЩ. Уорднър е с население от 215 жители (2000) и обща площ от 2,2 km². Намира се на 810 m надморска височина. ЗИП кодът му е 83837, а телефонният му код е 208.